# Pachyneuron formosum
Pachyneuron formosum is een vliesvleugelig insect uit de familie Pteromalidae. De wetenschappelijke naam is voor het eerst geldig gepubliceerd in 1833 door Francis Walker.